# Kirguistán en los Juegos Paralímpicos de Atenas 2004
Kirguistán estuvo representado en los Juegos Paralímpicos de Atenas 2004 por tres deportistas masculinos. El equipo paralímpico kirguís no obtuvo ninguna medalla en estos Juegos.